# Charles Texier
Charles Félix Marie Texier (* 29. August 1802 in Versailles; † 1. Juli 1871 im 9. Arrondissement in Paris) war ein französischer Reisender, Archäologe und Architekt.

## Leben und Wirken
Texier besuchte ab 1823 die École des Beaux-Arts in Paris, wo er Architektur studierte, und wurde 1827 Baurat in Paris. Im Auftrag der Académie des inscriptions et belles-lettres leitete er 1828 und 1829 archäologische Ausgrabungen in Fréjus und Ostia. Nachdem er 1830 zu Gast im Ishak-Pascha-Palast an der heutigen Ostgrenze der Türkei gewesen war, berichtete er voller Bewunderung über dessen Ausstattung.
1833 wurde er vom französischen Kulturministerium nach Kleinasien gesandt, bereiste dort 1834 Phrygien, Kappadokien und Lykaonien, 1835 die West- und Südküste und nahm 1836 den Weg von Tarsus nach Trapezunt. 1839 reiste er erneut, mit La Guiche und Labourdonnaye, nach Armenien, Persien und Mesopotamien sowie 1842 nochmals an die kleinasiatische Westküste.
Er war seit 1840 „professeur suppléant“ für Archäologie am Collège de France, am 8. Juli 1845 wurde er zum „inspecteur général des bâtiments civils“ in Algerien ernannt. Er war Sekretär der Geographischen Gesellschaft in Paris und wurde 1855 zum Mitglied der Académie des Inscriptions gewählt. Seit 1837 war er korrespondierendes Mitglied der Bayerischen Akademie der Wissenschaften. Über seine Reisen veröffentlichte er viel beachtete Berichte, in denen er Beschreibungen und Pläne von antiken Stätten, Inschriften, Kunstwerken und historische Monumenten veröffentlichte. Er gilt als Entdecker oder erster westlicher Besucher vieler historischer Städte, unter anderem der hethitischen Hauptstadt Ḫattuša (28. Juli 1834), die er allerdings für das medische Pteria hielt.
Taxier verstarb unverheiratet in seinem Domizil in der Rue de la Chaussée-d’Antin No 39.

## Schriften
- Description de l’Asie Mineure: faite par ordre du gouvernement français en 1833–1837 ; beaux-arts, monuments historiques, plans et topographie des cités antiques Bd. 1, Paris 1839 Digitalisat, UB Heidelberg, Bd. 2, 1849 Digitalisat, UB Heidelberg, Bd. 3, 1849 Digitalisat, UB Heidelberg.
- Asie mineure. Description géographique, historique et archéologique. Des provinces et des villes de la Chersonnèse d’Asie (= L’Univers. Histoire Et Description De Tous Les Peuples. C: Asie.). Firmin Didot u. a., Paris 1862, bei GoogleBooks, Digitalisat, UB Heidelberg.
- Description de l’Arménie et de la Perse, de la Mésopotamie. Géographie, geologie, monuments anciens & modernes, moeurs & Coutumes. 3 Bände (2 Bände, Tafelband). Firmin Didot, Paris 1842–1852.
- Édesse et ses monuments en Mésopotamie. Challamel, Paris 1859 (Sonderabdruck aus: Revue orientale et américaine. Bd. 1, Nr. 8, 1859, Digitalisat, MDZ).
- mit Richard Popplewell Pullan: L’Architecture byzantine. Ou recueil de monuments des premiers temps du christianisme en Orient précédé de recherches historiques et archéologiques. Day & Son, London 1864; zeitgleiche englische Ausgabe: Byzantine Architecture. Illustrated by examples of edifices erected in the East during the earliest ages of christianity with historical descriptions. Day & Son, London 1864.
- mit Richard Popplewell Pullan: The principal ruins of Asia Minor, illustrated and described. Day & Son, London 1865, online.